# Горня Ковачиця
45°46′ пн. ш. 17°07′ сх. д. / 45.77° пн. ш. 17.11° сх. д.
Горня Ковачиця (хорв. Gornja Kovačica) — населений пункт у Хорватії, у Б'єловарсько-Білогорській жупанії у складі громади Великий Ґрджеваць.

## Населення
Населення за даними перепису 2011 року становило 290 осіб.
Динаміка чисельності населення поселення: